# Ett vildmarksrike
Ett vildmarksrike är en svensk dokumentärfilm från 1964 av naturfilmaren Jan Lindblad. Filmen berättar om ett år i naturen. Man får se orrspel och tjäderspel. Bland de djurarter som presenteras är: berguv, slaguggla, jorduggla och en del andra ugglearter, sparvhök, duvhök, pilgrimsfalk, bivråk, kungsörn, räv, grävling, dvärgvessla, smålom, spillkråka samt några hackspettar. Berättarröst till filmen är Lars Ekborg. Filmen hade premiär den 28 februari 1964 på Chinateatern i Stockholm.